# Jorik
Jorik is een voornaam, afkomstig uit het Germaans, en betekent vriend van de ever(zwijn). De naam is mogelijk afgeleid van George of Joris, wat bewerker van de aarde betekent. Ook kan de naam zijn afgeleid van het Noorse woord jorik, dat samenhangt met het woord paard. Varianten zijn Jorick, Yorick (gebruikelijker in Frankrijk) en Yorik.
In Nederland waren er in 2017 746 mannen met de naam Jorik, 242 met Jorik als volgnaam en minder dan vijf vrouwen met dito volgnaam. De vrouwelijke variant Jorika kwam 16 keer voor als voornaam en 10 keer als volgnaam. In België kwam de naam in 2019 224 keer voor onder mannen. Ook de vrouwelijke variant Jorika kwam voor, welgeteld zes keer.